# 真田鈴
真田鈴（日语：さなだ りん、是日本漫畫家。主要在少年雜誌、成年雜誌發表作品。也有參與同人活動。
2011年，除了在《電擊大王》連載《情色女作家的正義》外，也在《Web Comic High!》連載《浦麗的精神同居生活》。

## 作品列表

### 大眾漫畫
- 森口織人的帝王學（日语：森口織人の陰陽道），原名《森口織人の陰陽道》，全2巻（原作：おかゆまさき）　ASCII Media Works

1. 2008年8月27日出版　ISBN 978-4048672511
2. 2009年8月27日出版　ISBN 978-4048680332

- 情色女作家的正義，原名《それが彼女のセイギなら》，全4巻　ASCII Media Works

1. 2011年1月27日出版　ISBN 978-4048702478
（台灣角川　2011年10月15日出版　ISBN 978-9862873991）
2. 2011年8月27日出版　ISBN 978-4048708296
（台灣角川　2012年3月31日出版　ISBN 978-9862876442）
3. 2012年6月27日出版　ISBN 978-4048867238
（台灣角川　2012年12月8日出版　ISBN 978-9863250814）
4. 2013年2月27日出版　ISBN 978-4048913492
（台灣角川　2013年10月23日出版　ISBN 978-9863256564）

- 浦麗的精神同居生活，原名《うららちゃんのナカの人》　雙葉社

1. 2011年2月12日出版　ISBN 978-4575838718
2. 2012年4月12日出版　ISBN 978-4575840452

- 《聖誕之吻 -すなおのそのあと-》　Enterbrain　2011年8月25日出版　ISBN 978-4047274617

### 成人漫畫
- 《最喜歡×最討厭》，原名《だいきらい×だいすき》　晉遊舍　2006年8月25日出版 ISBN 978-4883805624
  - 《最喜歡×最討厭》 新裝版 MAX　2008年8月25日出版 ISBN 978-4903491790
- 《すきなんていってあげない》 MAX　2008年2月25日出版 ISBN 978-4903491554
- 《處女單行本》 MAX　2010年3月25日出版 ISBN 978-4863790193

### 插畫繪製
- 《Mugen No Senka》（著：六塚光）　角川書店（角川Sneaker文庫）

## 外部連結
- （日語）-- Emode --作者的網站